# PH-LAB
PH-LAB is de vliegtuigregistratie van een Cessna 550, gezamenlijk eigendom van het Nederlands Lucht- en Ruimtevaartcentrum (NLR) en de TU Delft. Het vliegtuig is Prof. Ir. H.J. van der Maas gedoopt, naar de Nederlandse vliegtuigbouwkundige en voor de Tweede Wereldoorlog ingenieur-vlieger bij de RSL/NLL (het tegenwoordige NLR).
Het vliegtuig is in 1993 gebouwd als zakenjet. Door middel van een reeks aanpassingen is het toestel geschikt gemaakt voor allerlei (luchtvaarttechnisch) onderzoek. Het toestel wordt onder andere gebruikt door studenten Luchtvaart- en Ruimtevaarttechniek.
In 2011 is de cockpit gemoderniseerd met onder andere drie nieuwe displays, waarop experimentele instrumenten getoond kunnen worden. Tevens is een nieuw systeem geïmplementeerd waarmee instrumentele precisielandingen mogelijk zijn door middel van Satellietnavigatie.